# 外国為替証拠金取引
外国為替証拠金取引（がいこくかわせしょうこきんとりひき、英: Foreign Exchange Margin Trading、FX）や通貨証拠金取引や外国為替保証金取引は、証拠金（保証金）を金融機関に預託しての差金決済による外国通貨の売買である。
FXは「Foreign Exchange＝外国為替」の略である。日本国外では「Forex」 (Foreign Exchange:フォレックス) と呼ばれることが多い。差金決済取引（CFD）の一種であるが、日本国内の投資商品の品目上は FXとCFD は区分されている。
日本では1998年4月1日に外国為替及び外国貿易法が改正され、外国為替業務が自由化し、1998年10月よりダイワフューチャーズ（現・ひまわり証券）がFXの取扱いを開始した。2000年5月にトレイダーズ証券（現・みんなのFX運営会社）が国内で初めて個人投資家向けにインターネットを利用したFXサービスを開始すると、ブロードバンドの普及も手伝ってFXの市場が急速に拡大した。（詳細は「金融ビッグバン」を参照）
商品取引員、証券会社のほか、本取引を専業で取り扱う外国為替証拠金取引業者もある。FXは取引の仕方によっては他の金融商品と比較しても特に高いリスクが生じうる、実施にあたっては相場や取引に関する十分な知識や経験を要する。

## 特徴
外国為替証拠金取引には、外貨預金・外貨建てMMFなど、他の外貨建て金融商品と比較して、以下の特徴がある。
- 多くの外貨建て商品では、通常外貨を買ってから後に売るという取引になるが、外国為替証拠金取引では逆に外貨を売ってから一定期間後に買い戻すことも可能である（いわゆる「売りから入る」取引。空売り）。また、日本円（JPYと略する）しか持っていなくても、預託した資金は、あくまで証拠金という取引の担保の為、取引で損失を出しても、日本円 (JPY) から決済通貨に交換の上、損失相当額を支払うだけである為（利益の場合、利益相当額の決済通貨を受け取る）、「米ドル (USD) を売ってユーロ (EUR) を買う」といった取引も可能である。
- レバレッジを利用することによって証拠金の何倍もの外貨を取引することができる。ただし、証拠金以上の損失を受けることもある。→追証又は、不足金
- FX取引には「ロスカット」というシステムがあり、ある一定以上の損失が発生すると、自動的にポジションを決済して、損失を最小限に限定させることができる機能がある。これは、FX会社によって設定方法が異なる。
- 株式現物取引とは異なり差金決済のため預託金拘束がなく、同一通貨を何回でも取引できる。
- 為替レートが同一の時の、売り相場と買い相場（他の外貨商品でいう、電信買相場 (TTB) と電信売相場 (TTS)）の差（スプレッド）が他の金融商品に比べて小さい。
- 金利が高い通貨の買いポジション（ロング）の場合の、金利差による「受取スワップポイント」も、他の金融商品より有利な場合が多い（但し、この場合、受取スワップポイントによる利益を享受できるのは、買いポジションにある通貨が上昇している時だけで、下降時には受取スワップポイントを食い潰すほどの多大な損失を受ける）。
- 外国為替証拠金取引でも日本国内での初期の頃は、限月制の取り扱いもあったが、現在では限日取引（毎営業日ごとにロールオーバーする取引）が一般化した。
- FX取引には「店頭FX」と「取引所FX」の2つがある。「店頭FX」とは、投資家とFX取扱業者が直接取引（相対取引）をして行われるFX取引であり、「取引所FX」とは、投資家がFX取扱業者を仲介して、取引所で行われるFX取引である。現在、日本国内で行われている取引所FXは、東京金融取引所に上場されている「くりっく365」である。さらに別のカテゴリーとして「海外FX」という表現があるが、海外のFX会社（日本以外の外国の証券会社など）が提供するFXのサービスのことであり、FXの仕組みは上記と同じである。（海外FXと表現する場合、日本の金融庁に登録されているFX会社のことを国内FXと表現する。）[4]
- 金融商品取引法において、市場デリバティブ取引の先物取引として第2条21項1号があり、取引所FX（市場FX）の「くりっく365」も直物為替先物取引としてこれに含まれる。しかし、限日取引（毎営業日ごとにロールオーバーする取引）について、取引所FX（市場FX、直物為替先物取引）は、法律上は先物取引ではあっても、取引の仕組みの定義からの視点で見ると、先物取引とは言えない。同様に、金融商品取引法には、店頭デリバティブ取引の先渡取引として第2条22項1号があり、店頭FXは直物為替先渡取引としてこれに含まれるが、法律上は先渡取引ではあっても、取引の仕組みの定義からの視点で見ると、先渡取引とは言えない。
- 直物取引の直物為替を扱っており、先物取引・先渡取引の先物為替を扱っているわけではない。先物為替の国内取引所はなく（過去に金融取において通貨先物取引は存在した）、国際的にはシカゴ・マーカンタイル取引所などが利用される。先物為替ではないため、輸出入業者が未来の為替リスクを回避するため為替取引に関する保証契約を希望する際にはFX取引では対応することが困難であり、金融機関などの提供する為替予約（相対取引）などを利用する必要がある。
- 取引単位は店頭FX取引についてはFX各社はバラバラの状態である。例えば、単位表示が、1通貨単位（SBI FXトレード、外為どっとコム、外為オンライン、みんなのFX、外貨ex by GMO、セントラル短資FX、等）、1枚あたりの通貨数量が、1枚＝5万通貨（第一商品）、1ロットあたりの通貨数量が、1ロット＝1000通貨（ヒロセ通商）、1ロット＝1万通貨（FXトレード・フィナンシャル等）、1ロット＝10万通貨（外為ファイネスト等）などとあり、最低取引単位が1通貨単位、100通貨単位、1,000通貨単位、1万通貨単位、5万通貨単位、10万通貨単位などとあるので、FX取引をする投資家は注意が必要である。
- 取引時間やスプレッドについても、FX各社はバラバラの状態である。
- 証拠金取引でレバレッジ効果があり、自由に決済期限をロールオーバー（繰り延べ）でき、取引時間中であれば売りも買いも自由に参加したり離脱できるため、先物取引と同様に輸出業者や輸入業者などの実需筋や投資家等が自己の裁量により将来の価格変動にともなうリスクを外国為替証拠金取引で回避または軽減する手段（リスクヘッジ、保険繋ぎ）にも活用できる。
- また、一部の金融商品取引業者では、デリバリー（外貨受け渡し）もできる点もメリットである。銀行との先物為替予約の場合は直先スプレッド（スワップレート）等が加味されたレートでの契約に対して外国為替証拠金取引の場合は、日々のスワップポイントが加減されるところが異なるため、厳密には適用される金利の性質は異なる。
- 銀行等の金融機関との契約による先物為替予約は原則として、あらかじめ決めた予約の実行日または実行期間内に、締結済みの予約金額の全てを消化して使い切らなければならなく、途中解約の場合は解約違約金が発生するケースがあり、為替デリバティブ商品が、その商品設計が銀行側に極めて有利な内容になっていて社会問題となった商品も存在するが、外国為替証拠金取引によるリスクヘッジの場合は、取引時間内であれば、自己の都合、裁量で、決済期限を途中での変更が自由に設定でき、違約金が発生しなく、ヘッジのさじ加減が自由にできるのもメリットである。
- また、スプレッド（銀行又は、金融商品取引業者の売り価格と買い価格の差額）の観点からしても、一般に、銀行との先物為替予約の2通貨間の固定金利と外国為替証拠金取引の2通貨間の日々の金利との違いを加味しても、銀行との先物為替予約よりも、外国為替証拠金取引のほうが取引コストが低いのも特徴である。
- 株と違いゼロサムゲームである。

## ロング・ショート
外国為替証拠金取引では、これからの値上がりを期待した「買い注文」の方の通貨をロング、これからの値下がりを期待した「売り注文」の方の通貨をショート、と呼ぶ。常に何らかの通貨を売り、何らかの通貨を買う、という表現をするわけである。2つの通貨のペア間の比率の変動を取引の対象とするから、このような表現となる。通貨のペアは USD/JPY、EUR/JPY、EUR/USD、などと表記が決まっており、左側の通貨を右側の通貨で売買した場合の数値が取引の数値（=通貨レート）となり、また左側の通貨をどう取引するかを呼称する。たとえばUSDを買って円を売る場合はUSD/JPYのロングと言う。
決済通貨とは、取引される2国間の通貨取引によって、スワップ金利や損益が発生する通貨のことを言う。すべての場合において、主軸通貨（基軸通貨）/決済通貨と表記される。たとえばドル円の場合、「USD/JPY」のように表記される。異なる通貨同士の組み合わせを「通貨ペア」とも呼ぶ。従って、ポジションについては、主軸通貨（基軸通貨）買い/決済通貨売りの場合はロング（又は買い）、主軸通貨（基軸通貨）売り/決済通貨買いの場合はショート（又は売り）。スワップ金利については、主軸通貨（基軸通貨）/決済通貨売りのロング（又は買い）の時、プラススワップ金利は受け取り、マイナススワップ金利は支払い、主軸通貨（基軸通貨）/決済通貨売りのショート（又は売り）の時、プラススワップ金利は支払い、マイナススワップ金利は受け取りということになる。決済通貨が円の取引を対円通貨取引、円以外の場合を非対円通貨取引（外貨建て取引）という。非対円通貨取引の所得は、決済時の外貨建て実現損益を円に換算して所得を計算する。
一般の報道機関が「円」が上昇したと報道する場合は「円高」という意味での報道であるが、外国為替証拠金取引でいう「ドル円」が上昇したときは、前述の通り「円安ドル高」と正反対の意味になるため注意を要する。

## レバレッジ
外国為替証拠金取引では、レバレッジを利用することにより、証拠金以上の外貨を取引することができる。レバレッジの倍率を高くするほど為替相場の変動によるリスクは高まる。逆に証拠金と同額の外貨を取引する（レバレッジ1倍という）場合は、外貨預金に近い比較的低リスクな取引もできる。
仮にレバレッジが100倍で取引した場合、1%の変動（1ドル=100円から1ドル=101円, 100 pips）が100%の変動になる。利益なら証拠金が2倍になるが損失なら証拠金全額を失う。
高いレバレッジであるほど、リターンが高まる分リスクが高まることを理解しなければならない。注文後はすぐにストップロス（逆指し値）を必ず使い、被害を最小限に留めることが大切である。
実際には商品先物の証拠金取引はロスカットルール等の特約がない限り、追証制度があり、入金期限以後の商品先物取引業者の任意による強制決済か入金期限までの入金の選択ができ若干の時間的な余裕があるが、現在の外国為替証拠金取引（FX取引）では、それとは異なり、損失が一定額を超えると、ロスカットルールによってポジションが強制的に反対売買がされて、自動的に決済・解消される仕組みがある。
また、それよりも損失の小さい段階で追加証拠金の差し入れ（追証）を請求される（マージンコール）場合もある。ロスカット判断は取引時間中はほぼリアルタイムで行われているが、システム状態によっては必ずしもリアルタイムとならない場合もあるほか、週明けに大きな変動があることもあるため、特に高いレバレッジの損切りではロスカットルール以上の損失が発生するケースも昔、多かったが、現在、FX会社各社は自社の取引システムを頻繁に改善・リニューアルし、PC向け・スマホ向けの高度な取引ツールを用意しているので、そういう取引トラブルのニュースはなくなった。
外国為替を原資産とした場合、そもそも通貨の両替から派生しているが故に、上場の有価証券とは本来的にその性質が異なる。ここにおいて、レバレッジの概念は想定元本のみならず、評価損益をどの程度の頻度で管理すべきか、というきわめて高度な信用リスク管理と表裏一体の問題が出てきた。それゆえ、この部分を行政・立法という公権力もしくは業界団体による自主ルールで決めようとする試みがあるが、一方でリスク管理の問題は、今頃になって出てきた問題ではなく、従来から日本国内および海外において各金融商品取引業者、金融機関、機関投資家、投資銀行、証券会社、ヘッジファンドによってそのリスクに対する投資スタンス、考え方が大きく異なるというのが実状である。
2010年8月1日、金融商品取引業等に関する内閣府令が改正になり、FX取引の最大レバレッジを規制し、最大レバレッジが50倍になった。2011年8月1日より、最大レバレッジが25倍に引き下げた。（金融商品取引業等に関する内閣府令第117条第7項）
レバレッジ規制や損失補填の規制などのない国で運営されている取引業者が、25倍を超えるレバレッジを日本居住者向けに提供している場合があるが、金融庁はそのような業者に対して無登録業者として定期的に警告を行っており、同庁はトラブルが生じた際の追及が困難になるとして利用をしないように日本の投資家に呼び掛けている。無登録業者は、まとめて海外FXと表現されることがある。
現在の個人向けFX取引のレバレッジは最高で25倍だが、近い将来10倍にするとの発表を行っている。そのため、日本国内の投資家で海外のFX会社を利用するケースが増えている。海外のFX会社ではレバレッジが最高で3000倍の会社もある。一方、金融庁は法人を利用したFX取引には高い倍率のレバレッジを認めており、国内のFX会社の場合、最高で100倍のケースが多い。そのため、国内で高いレバレッジを利用するために日本国内の投資家が「FX法人」を作るケースもある。

## 取引例
1ドル=120円、レバレッジ20倍で取引する場合、60万円（5000ドル相当の円）を証拠金として預託すると、5000ドル×20倍＝10万ドルの取引が可能となる。つまり、証拠金は取引額の5％になる。1ドル＝120円のときに取引開始して10万ドルを買い、その後、円高となって1ドル=115円になったとする。このときの収支は、
- 1ドルあたり 115円－120円＝-5円 であるので、10万ドルでは50万円の損失である。
- また、証拠金は 1ドル＝120円のときに、5000ドルであるので60万円である。
- 初めの証拠金の60万円に対して50万円の損失を差し引くと、残るのは10万円だけであり、初めの 1/6となる。

上記と逆に、円安となって 1ドル＝125円になった場合は、50万円の利益となる。つまり、初めの証拠金の60万円が110万円となり、およそ2倍となる。
実際の取引においては、その相場の状況において根拠あるポイントで損切りを行い、1回あたりの取引における損失額を限定する必要がある（損切り時における一般的な損失額は1～3%、最大でも5%以内と言われている＝上記例の場合、60万円×5%＝3万円が上限となり、損切りまで5円の値幅を見込んだ場合6,000ドルまでしか取引することができない。60万円の資金に対して一度の取引で50万円を失う可能性のある取引はオーバートレードとなり、すべきではないことに注意する必要がある）。

## 主なリスク
以下のようなリスクが指摘されている。
相場変動リスク
為替レートの変動がある以上、利益が期待できる反面、損失を受ける場合がある。証拠金の何倍もの取引を行うことができるため、損失が預託した証拠金を超え、さらなる証拠金を請求されることもある。また、2015年1月15日のスイスフラン絡みの取引のように急激な変動による本来の想定されるロスカットの値段を大幅に超す値段でのロスカット処理が行わなわれ、2016年6月23日のイギリスの欧州連合離脱是非を問う国民投票の結果、スターリング・ポンドの急激な変動は、損失が預託した証拠金を超え、投機家が破産に至るケースもある。
流動性リスク
外国為替は1日約300兆円取引されているが、短期間に大量の注文を出した際は、希望した金額で取引が成立しないリスクがある。又、経済指標の発表時や、要人の発表などによる流動性の低下により、相応にスプレッドが拡大することがある。
システムリスク
インターネットなどのシステムを通じて取引を行う際のリスクである。つまり、取引業者によっては、毎朝、スワップポイントをつけるタイミングで、メンテナンスを行う取引業者がある。そして、その際、その時間帯に、損切りの逆指値も自動ロスカットの処理も行わない取引業者がある。そのため、その時間帯に巨額の損失が発生する可能性がある。場合によっては、自動ロスカットが効かなかったため、追証となることもある。このような取引業者でデイトレード以外を行う場合は注意が必要である。取引業者のサーバダウン、回線のトラブル、停電等で思う様に取引ができないリスクがある。
信用リスク
2009年8月1日の金融商品取引業等に関する内閣府令の改正により、顧客の証拠金は信託銀行等へ金銭信託することが義務化された。それ以前は、業者が破綻などをすれば顧客も損失を被るおそれがあった。例えば、顧客から委託された証拠金を、自社の資産とは別勘定で信託銀行に信託分別管理するといった保全管理をしていない業者の場合、たとえ分別管理されていても、業者が破産手続を行った場合、破産法上の一般破産債権に分類される危険性に晒され、破綻した際には預託していた証拠金がまともに戻ることは期待できないかった。2007年にエフエックス札幌では、顧客が持っているポジションが強制清算されて、かつ証拠金が返金されない事態が発生した。業者によって証拠金の（保全）管理方法が異なるので、約款などで確認する必要がある。また、どこの銀行に信託保全しているかも確認する必要がある。また、2012年にイニシア・スター証券では、使い込みによる違法な信託保全すべき資金の不足が発生した事例もあり、信託保全方式は結局のところ業者のモラルに頼っているところが大きい。又、国内において業者の支払不能対策保険契約の対策を行っている業者は確認されてなく、証券会社業界や商品取引員業界に存在する業界の投資家保護基金がない。また、業者が破綻せずとも、当該FXサービスから撤退・サービス提供を中止することがある。この場合、投資家が未決済ポジションの決済を迫られることがある。このリスクは取引所FXでもなおある。

## オーダー処理方式による分類
顧客のオーダーの処理方法は、いくつかの方式に大きく分類される。各方式選択制、もしくは内部的に組み合わせている事業者もいる。
DD方式, 相対取引
DD方式とは、「Dealing Desk」の略で、投資家とFX会社が1対1で相対取引を行う方式である。顧客である投資家ははブローカー事業者であるFX会社に対して直接、売買取引を行う（相対取引、OTC, Over The Counter）。価格提示・流動性提供は事業者（Market Maker）による為、「マーケットメイカー（MM）方式」とも呼ばれる。ブローカー事業者（FX会社）はディーリングデスクで顧客（投資家）のオーダーを受け付け、必要があれば顧客同士のオーダーを相殺したりカバー先銀行等にオーダーを流す為、「ディーリングデスク(DD, Dealing Desk)方式」とも呼ばれる。
日本の多くのFX口座で採用されているDD方式では、ユーザー（投資家）の注文を約定させるかどうかや、インターバンク市場に注文を出す（カバー）タイミングなどは、すべてFX会社の「ディーリング・デスク」（ディーラー、または社内の取引システムのコンピュータプログラム）の判断に委ねられている。DD方式はこのような特徴があるので、過去には「レートずらし」や、注文したときのレートよりも約定したレートが不利な方向に「すべる」（スリッページすること、スリッページ）など、FX会社による恣意的な不正な操作が介在する可能性も一部から指摘されて、話題になった。つまり、DD方式は投資家にとって、非常に仕組みが見えにくい不透明な方式である。
NDD方式（No Dealing Desk）
NDD方式とは、「No Dealing Desk」の略で、投資家からの注文をFX会社が直接、インターバンク市場へ流して取引を行う方式である。一般には、「ECN+STP方式」、「ECN方式」を一括りに指す。外国為替証拠金取引は基本的には「ECN+STP方式」である。
外国為替市場としてみた場合、決済の大半はEBS社、ロイター社の電子ブローキングシステムによっており、これらはECN方式となる。事業者は提示価格にマークアップを加算するか、コミッションを従量制課金することで利益を出している。この方式の場合、流動的な状況下では顧客から見たスプレッドがゼロ（チョイスプライス）、ないしはゼロ以下となる場合も珍しくない。又、この方式は相対取引方法とは異なり、ブローカー事業者（FX会社）と顧客（投資家）との間に利益相反関係が生じる可能性はない。また、NDD方式はFX会社のディーリング・デスクを介さず、インターバンク市場の金融機関と実質的に直接取引できるため、FX会社による「レートずらし」や「スリッページ」を心配する必要がない。つまり、NDD方式は投資家にとって、非常に透明性の高い方式である。透明性の高さからNDDが良くてDDが悪いと判断されている。実際にはNDDとDDのそれぞれにメリットとデメリットがある。。
STP（Straight-through processing）
顧客のオーダーを直接カバー先の金融機関に流す方式。流動性はカバー先金融機関に依存し、価格はカバー先金融機関の提示価格を束ねたものを提示する。主にECNの流動性を補完する為に、ECN参加者にカバー先金融機関を加える形で用いられている。
ECN（Electronic Communications Network：電子証券取引ネットワーク ）
株等を売買する証券取引所と同じように、電子証券取引所上で全参加者の売買を突き合わせて取引を行う方式。世界中に公私設のECNが存在している。日本で提供されているものはくりっく365といった証券取引所による公設のものと、Currenex等の事業者による私設のものがあり、ブローカー事業者を通して間接的に顧客に提供されている。

## 人民元
中華人民共和国の人民元（CNY）を取り扱っている業者は少なく、扱っていてもスワップ金利が付かない場合や、中にはスワップ金利が売り買い共にマイナスというケースもある。これは、人民元が先進国の通貨に比べて自由化されておらず、通常の方法で取引できないためである。

## 日本におけるFX

米ドル/日本円の値動き。円キャリー取引は日本の一般の個人投資家たち、総称して「ミセス・ワタナベ」が得意とする。

### 金融商品販売法の適用
2004年4月1日施行の「金融商品の販売等に関する法律」（金融商品販売法）の改正により、店頭FXは直物為替先渡取引に該当することが明確になった。（金融商品販売法 第2条1項12号、同法施行令 第4条）。直物為替とは、スポット取引とされているもので、決済日が約定日から2営業日以内（本邦の休日のみならず、原則として二つの国の重複する営業日）に該当する。空港などである通貨とある通貨をその場で両替する行為は現金取引であり、先渡取引には該当しない。店頭FXが、「金融商品の販売等に関する法律の対象」になったことによって、FX業者には一般投資家への事前のリスクの説明責任、担保金等の取り扱い、顧客資産の保護も厳格に適用されるようになった。今後は、さらに既存の与信取引の取り扱いが大きく影響を受けるのではないかという危惧がFX業界に横たわっている。現在のFX業者はリスク等に対する説明義務が課せられているので、もしFX取引のリスクの説明が尽くされておらず、顧客が被害を受けた場合は、FX業者は損害賠償責任を負うことになる。（同法 第3条1項2号、第4条）。

### 法規制
日本のFX取引は、かつては取引に関する法律（いわゆる「業法」）がなく規制もなかったため、多額の手数料を顧客から騙し取るといった悪徳業者が多発した。2005年7月1日に金融先物取引法が改正されたことで以下の規制が設けられたが、過当競争状態になっている証券会社などでのトラブルや、FX取引を騙っての詐欺事件が後を絶たない。
現在、FX取引を扱う金融業者（FX会社）は国の登録制となり、金融庁の監督下に置かれるようになった。
- 以下の禁止行為が設けられた。
  - 不招請勧誘の禁止
  - 契約をしない旨の意思表示をした人に対する再勧誘の禁止
  - 断定的判断を提供しての勧誘の禁止
- 広告規制
手数料やリスクなどについての表示を義務づけられた。
- 書面の交付義務
契約締結前、取引成立、証拠金受領時にそれぞれ書面の交付が義務づけられた。
- 外務員が登録制となった。
- 自己資本規制比率の開示の義務化。

これら規制は、2007年9月30日に施行された金融商品取引法の一部として再構成された。また、FX会社の財務の健全性を示す指標として自己資本規制比率が「120%以上」維持することが金融商品取引法で定められ、日本国内の全てのFX会社は自己資本規制比率を毎月、公表することになった。
日本では上記のような日本の法規制に従う証券会社がある一方で、日本の法規制に従わない日本国外の証券会社を利用するトレーダーがいる。彼らが利用する海外の証券会社は無登録業者や海外FX業者と呼ばれている。

### 税金

#### 課税方法（個人の場合）
外国為替証拠金取引 (FX取引) は、個人の場合は2012年以降は「先物取引に係る雑所得等」に該当し、申告分離課税である。なお、その他の外国為替取引では、為替差益に対する課税は外貨預金の場合は「雑所得」（累進税率方式である総合課税）、外貨MMFの場合は「上場株式等に係る譲渡所得等」に該当する20.315%の申告分離課税（2016年以降）となり、利子に対する課税は外貨預金・外貨MMFとも「利子所得」（所得税・地方税合わせて20.315%の源泉分離課税）となる。
店頭FX取引（相対取引）の場合
- 2012年以降から現在
2012年から、店頭FX取引は取引所FX取引と同じ税制になった。その内訳は、所得税15%・道府県民税2%・市町村民税3%の合わせて20%の比例税率方式の申告分離課税である。また、CFD・先物取引・オプション取引などの投資収益（「先物取引に係る雑所得等」）との損益通算や3年間の損失繰越が可能である。ただし、「金融商品取引法」に規定する店頭デリバティブ取引に該当しない店頭取引は、申告分離課税ではなく、雑所得として総合課税の取扱いとなる[26]。
- 2011年以前
店頭FX取引による為替差益とスワップポイントは「雑所得」に該当し、累進税率方式である総合課税であった。また、投資収益（日経平均先物、商品先物等の先物取引に係る雑所得等）との損益通算・損失繰越は不可であった。ただし、公的年金等に係る雑所得など投資収益以外の雑所得との損益通算は可能であった。

取引所FX取引 （東京金融取引所のくりっく365）の場合
- 2012年以前から現在

2012年以前の取引所FX取引による為替差益とスワップポイントは「先物取引に係る雑所得等」に該当し、所得税・地方税合わせて20%の申告分離課税であった。また、他の投資収益（株価指数先物、商品先物等の先物取引に係る雑所得等）との損益通算や3年間の損失繰越が可能であった。2014年10月に閉鎖した大阪証券取引所の大証FXもこれに該当した。2012年以降も、現在の取引所FX取引の税金は、そのまま申告分離課税である。
2013年1月1日から2037年12月31日までの25年間
所得税額に対し2.1%の「復興特別所得税」が課せられる。したがって、その期間の外国為替証拠金取引 (FX取引) で得られた所得の税金は、所得税15%・復興特別所得税0.315%(15%×2.1%)・道府県民税2%・市町村民税3%の合わせて20.315%の比例税率方式の申告分離課税となる（2038年以降は、所得税15%・道府県民税2%・市町村民税3%の合わせて20%）。
2025年分以降
2025年分より、所得が9億9000万円超の場合は税率が上がる。詳細は雑所得を参照。

#### 課税方法（法人の場合）
法人の場合は、通常の課税所得である。

#### 問題点
FX取引を巡って、所得税の脱税や申告漏れが多数報告され、納税意識の低さが問題視されていた。2009年1月からは、取引所FX取引だけではなく、店頭FX取引についても、支払調書が税務署に提出されることとなった。2016年からはマイナンバー制度が始まり、税務署は個人投資家のFX取引の記録状況を容易に確認しやすくなっている。

## 欧米におけるFX

### 米国
米国では商品先物取引委員会（CFTC）がレバレッジを管理している。ただし、全米先物協会（NFA）にも一時的に証拠金率を上げる権限が与えられている。
また米国ではNFA規則による規制がある。
- 業者の資本要件
  - 固定額部分 - 最低資本金2,000万ドル（2009年5月以降）[27]
  - 変動額部分 — 顧客から預かった資産の5％から1,000万ドルを控除した額（2015年5月以降）[27]
- リスク管理
  - ストレステスト - 半月に1回以上のストレステスト[27]
  - リスク管理プログラム - リスク管理プログラムの作成保存義務、CFTCやNFAの要請があったときに写しを提出する義務[27]
- 報告制度 - 毎日の顧客の取引データのNFAへの報告義務（2011年2月以降）[27]

### EU
EUでは欧州証券市場監督局（ESMA）による新規制案（レバレッジによる規制、証拠金建玉強制決済ルール（margin close-out rule）の導入、ネガティブ・バランス・プロテクション（negative balance protection）の導入など）が検討されている。
ネガティブ・バランス・プロテクションは、日本ではゼロカット（和製英語）と呼ばれる。現在もストップロス（損切り）とロスカット機能により注文が自動的に決済される仕組みはあるが、スイスフランショックなどの相場が急激に変動した場合に決済が間に合わない時がある。その様な場合、結果的に想定した以上の損失が発生し、口座残高が0円未満のマイナスになる可能性がある。残高がマイナスになった口座を0円に戻して借金を帳消しにする（損失補てんをする）仕組みがゼロカットである。